# Finale del campionato NFL 1959
La finale del campionato NFL 1959 è stata la 27ª del campionato della NFL. La gara si tenne il 27 dicembre 1959 al Municipal Stadium di Baltimora tra Baltimore Colts e New York Giants.
La gara fu una rivincita della finale dell'anno precedente, che era terminata ai tempi supplementari. I Colts avevano vinto la Western Conference con un record di 9–3 mentre New York Giants avevano conquistato la Eastern Conference con un record di 10–2. Ancora una volta, la gara si mantenne equilibrata sino all'ultimo quarto, ma stavolta i Colts non necessitarono di nessuna impresa nei tempi supplementari, poiché segnarono 24 punti consecutivi dopo essere stati in svantaggio per 9-7.

## Marcature
- BAL – Moore su passaggio da 60 yard di Unitas (extra point trasformato da Myhra) 7–0 BAL
- NYG – FG di Summerall da 23 yard 7–3 BAL
- NYG – FG di Summerall da 37 yard 7–6 BAL
- NYG – FG di Summerall da 22 9–7 yard NYG
- BAL – Unitas su corsa da 4 yard (extra point trasformato da Myhra) 14–9 BAL
- BAL – Richardson su passaggio da 12 yard di Unitas (extra point trasformato da Myhra) 21–9 BAL
- BAL – Sample su ritorno di intercetto da 42 yard (extra point trasformato da Myhra) 28–9
- BAL – FG di Myhra da 25 yard 31–9
- NYG – Schnelker su passaggio da 32 yard di Conerly (extra point trasformato da Summerall) 31–16